# Štitarica
Štitarica (cyr. Штитарица) – wieś w Czarnogórze, w gminie Mojkovac. W 2011 roku liczyła 233 mieszkańców.